# Віторія (Еспіриту-Санту)
Віторія (порт. Vitória — «перемога») — місто та муніципалітет в Бразилії, столиця штату Еспіріту-Санту. Місто розташоване на невеликому острові в затоці, де кілька річок впадають до Атлантичного океану. Місто було засноване в 1551 році. Його площа становить 93 км², а населення — 313,300 мешканців (2005 рік), тоді як агломерація міста, Велика Віторія, має населення 1 612 885 мешканців (2005), 14-та за розміром у Бразилії. У 1998 році ООН надало місту рейтинг найкращої столиці штату для проживання в Бразилії, за рівнем охорони здоров'я, освіти та соціального захисту.
Місто обслуговує Аеропорт Еуріко ді Аліяра Саллеса. Також у місті розташований Федеральний університет Еспіріту-Санту (UFES).